# Unvollendete Pyramide von Abusir

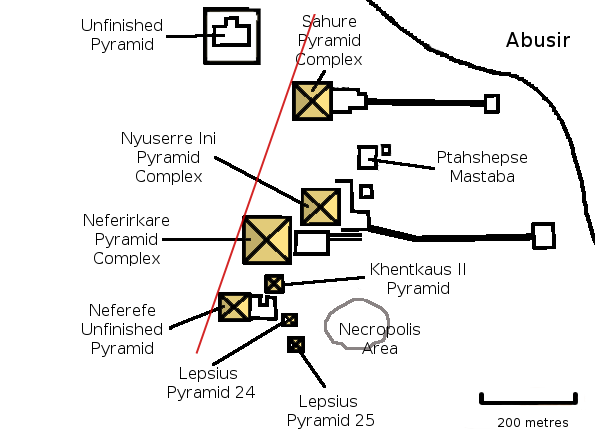
Die Nekropole von Abusir

Die unvollendete Pyramide von Abusir ist ein schon kurz nach Baubeginn wieder aufgegebenes königliches Grabmal der altägyptischen 5. Dynastie in der Nekropole von Abusir. Als Erbauer wird Schepseskare angesehen, ein Pharao, über den fast nichts bekannt ist, und der zeitgenössisch nur durch einige Siegelabdrücke aus dem Totentempel des Raneferef bezeugt ist.

## Erforschung
Entdeckt wurde das Bauwerk erst Anfang der 1980er Jahre durch ein  tschechisches Archäologenteam um Miroslav Verner, die die eingeebnete Fläche und die Grube fanden. Weitere Elemente des Komplexes konnten nicht gefunden werden.

### Zuordnung
Die Pyramidenbaustelle konnte bislang keinem Herrscher direkt zugeordnet werden, da die wenigen Funde keine Inschriften beinhalteten. Eine indirekte Zuordnung zu Schepseskare erfolgt durch die Lage der Baustelle in der Nekropole. Aus der Nähe des Areals zu der Pyramide des Sahure und dem Sonnentempel des Userkaf begründet Verner seine Vermutung, dass Schepseskare zum gleichen Zweig der königlichen Familie gehörte wie diese beiden Herrscher.
Die chronologische Einordnung des Schepseskare ist nicht ganz geklärt. Während Manetho ihn in der Aegyptiaca als Nachfolger des Neferirkare auflistet, deutet der Fund eines Siegelabdrucks im Totentempel des Raneferef darauf hin, dass er dessen Nachfolger war und dessen Totentempel vollendete. Die zeitliche Einordnung hinter Raneferef ist konsistent zur Tatsache, dass Raneferef sein Bauwerk in der gleichen Ausrichtung auf Heliopolis beginnen konnte, während seinem Nachfolger dies aus Platzgründen nicht mehr möglich war.

## Bauumstände
Als Schepseskare an die Macht kam, war die Nekropole von Abusir bereits mit drei Pyramiden bebaut. Diese waren mit ihren Nordwest-Ecken auf einer Linie vermutlich auf den Obelisken von Heliopolis ausgerichtet („Abusir-Diagonale“). Um diese Ausrichtung beizubehalten, hätte Schepseskare seine Pyramide noch weiter als die unvollendete Raneferef-Pyramide in die Wüste errichten müssen, was den Materialtransport erschwert hätte. Stattdessen wählte er ein Areal nordwestlich der Sahure-Pyramide auf halbem Weg zum Sonnenheiligtum des Userkaf als Bauplatz.
Schepseskare starb bereits nach nur kurzer Regierungsdauer, was zur Einstellung der Arbeiten führte. Sein Nachfolger Niuserre führte keine weiteren Arbeiten an diesem Grabmal durch. Der Ort von Schepseskares Bestattung ist unbekannt, doch ist davon auszugehen, dass er nicht in dem nur rudimentär begonnenen Grabmal bestattet wurde.

## Die Pyramide
Mit dem Bau des eigentlichen Pyramidenkörpers wurde nie begonnen. Lediglich das Terrain zu einer quadratischen Grundfläche wurde geebnet. In der Mitte der Grundfläche befindet sich eine T-förmige Grube, in der die Grabkammer und der Zugang entstehen sollte.
Die Ausmaße von der planierten Fläche und der Grube lassen vermuten, dass der Bau ähnliche Dimensionen wie die Neferirkare-Pyramide (105 m Basislänge) erhalten sollte und somit als zweitgrößtes Grabmal in Abusir nach der Neferirkare-Pyramide geplant war. Die genauen Dimensionen sind nicht mehr feststellbar, da mit dem Mauerwerk noch nicht begonnen war. Auch die Seitenneigung und somit die geplante Höhe ist mangels Funden von Verkleidungssteinen nicht feststellbar.
Überreste eines Pyramidenkomplexes bestehend aus den typischen Elementen Totentempel, Einfassungsmauer, Kultpyramide, Aufweg und Taltempel wurden nicht gefunden. Diese Komponenten wurden vermutlich nie begonnen, da sie in der frühen Bauphase der Pyramide ansonsten die Bauarbeiten behindert hätten.